# Quantitative trait locus

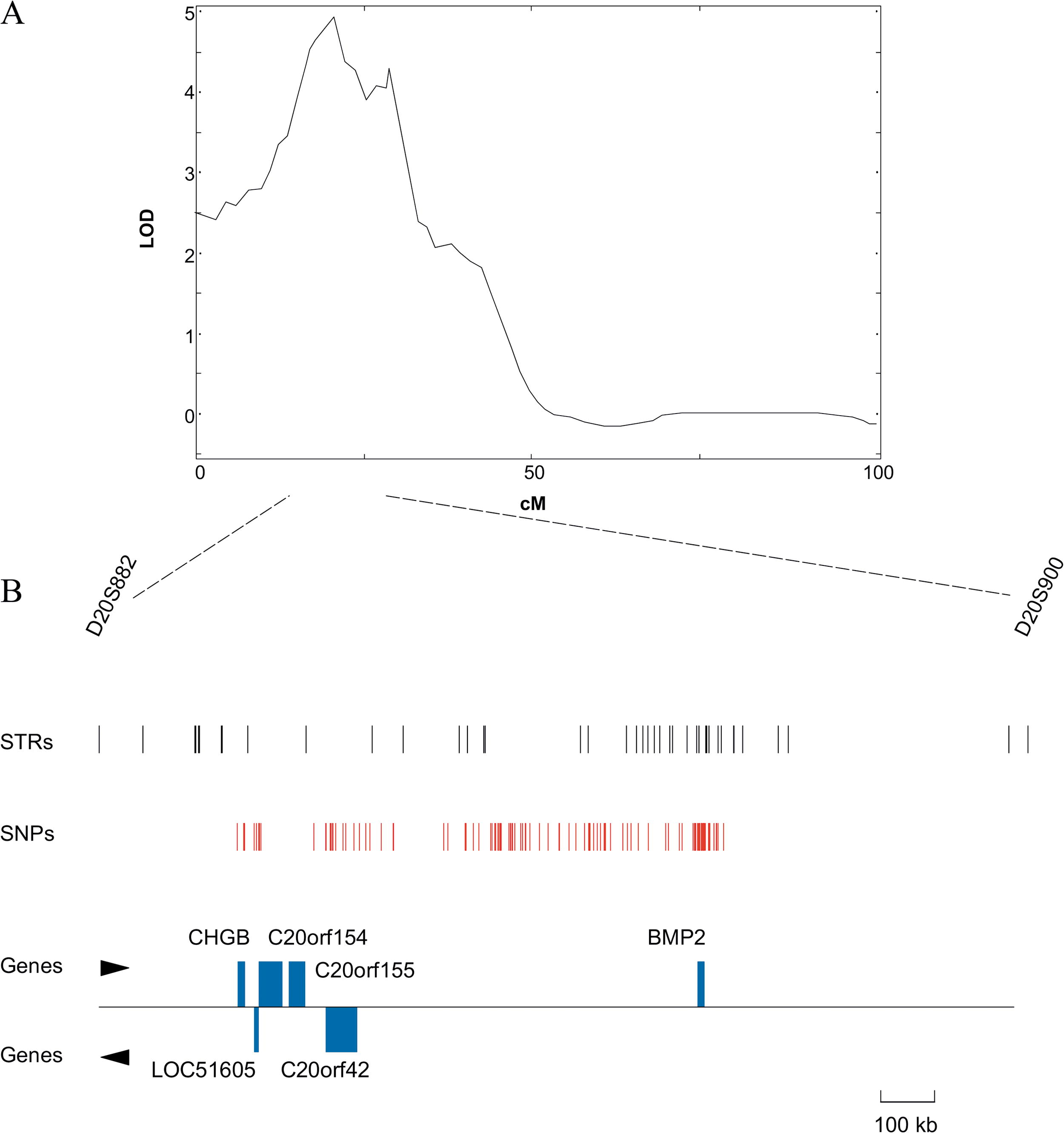
Csontritkulásos betegeken 1100 mikroszatelit marker használatával végzett vizsgálat eredménye. A 20-as kromoszómán lokalizálták a fő QTL-t.

A quantitative trait locus vagy QTL az a régió a kromoszómákon belül, ahol a mennyiségi tulajdonság kialakításában szerepet játszó gének helyezkednek el.
A QTL a kvantitatív genetika terén folyó kutatások fő tárgya, azon alapul, hogy sokkal több fenotípusos jeggyel rendelkezünk, mint ahány génnel. A vizsgálatokhoz hatékony fenotipizálás, pedigré és marker adat szükséges számos hozzátartozótól.
A QTL fogalmának magyar megfelelője még nem kristályosodott ki, több megnevezés is használatos rá: mennyiségi jelleg lokusz,, mennyiségi tulajdonságok lokuszai, mennyiségi tulajdonságokat meghatározó lokuszok, mennyiségi jellegekért felelős lókuszok, mennyiségi tulajdonság kialakításában szerepet játszó kromoszómarégiók vagy egyszerűen QTL.

## További információforrások
- Genetikai markerek felhasználása kvantitatív genetikai elemzésekhez - Mennyiségi tulajdonságok öröklődése és genetikai elemzése, Erdészeti - természetvédelmi genetika. Tankönyvtár. Hozzáférés ideje: 2010. január 17.
- Ricki Lewis. Multifactorial Traits. McGraw-Hill Higher Education (2003. március 15.)
- Galiba G. 2006. Szénhidrátok felhalmozódása, mint mennyiségi tulajdonság. MTA Szegedi Biológiai Központ – Winter Fair,, 247-258. o. (2006). ISBN 10:963-87189-2-7
- Medical Genetics: Multifactorial Inheritance. Children's Hospital of the King's Daughters, 2005. december 31. [2006. október 15-i dátummal az eredetiből archiválva].
- Emery's Elements of Medical Genetics
- Tissot, Robert: Human Genetics for 1st Year Students: Multifactorial Inheritance
- Multifactorial Inheritance. Pregnancy and Newborn Health Education Centre. The March of Dimes. [2006. november 2-i dátummal az eredetiből archiválva].
- Multifactorial Inheritance. Clinical Genetics: A Self-Study Guide for Health Care Providers. University of South Dakota School of Medicine. [1999. szeptember 30-i dátummal az eredetiből archiválva].
- Definition of Multifactorial inheritance. MedicineNet.com MedTerms Dictionary. MedicineNet.com. [2013. december 17-i dátummal az eredetiből archiválva].
- Turnpenny, Peter: Emery's Elements of Medical Genetics, 12th Edition, Chapter 9 (PDF). Elsevier, 2004
- Douthit, Kathryn: Preserving the Role of Counseling in the Age of Biopsychiatry: Critical  Reflections on the DSM-IV-TR. VISTAS Online
- Jannink, J; Bink, Mc; Jansen, Rc (2001. Aug). „Using complex plant pedigrees to map valuable genes”. Trends in plant science 6 (8), 337–42. o. ISSN 1360-1385. PMID 11495765.
- (2007) „Family-based mapping of FHB resistance QTLs in hexaploid wheat”. Proceedings of National Fusarium head blight forum.
- J. I. Weller: Quantitative Trait Loci Analysis in Animals. CABI Publishing, 2001, ISBN 0-85199-402-4
- N. J. Camp, A. Cox: Quantitative Trait Loci: Methods and Protocols. Reihe: Methods in Molecular Biology. Band 195. Humana Press, 2002, ISBN 0-89603-927-7
- A. H. Paterson: Molecular Dissection of Quantitative Traits: Progress and Prospects. In: Genome Research. 5/1995. Cold Spring Harbor Laboratory Press, S. 321–333, ISSN 1088-9051
- T. F. Mackay: The Genetic Architecture of Quantitative Traits. In: Annual Review of Genetics. 35/2001. Annual Reviews, S. 303–339, ISSN 0066-4197